# Próspero Rey
Próspero Rey (Caracas, 1833/1838 - ibídem, 1904) fue un fotógrafo venezolano. Conocido por sus retratos en tarjeta de visita durante el siglo XIX.  

## Biografía
Hijo de Próspero Rey y Josefa Mederos. En algunas fuentes se menciona que su padre fue un comerciante francés, en otras es de origen español. Se conoce que nació en Caracas y fue bautizado con el nombre de Próspero Agustine, el 10 de noviembre de 1833. Sin embargo, en otras fuentes, la fecha y lugar de nacimiento se corresponden a 1838, en Francia.
En 1858 inicia el ejercicio de su profesión como fotógrafo en Caracas, en la Esquina de La Palma, y funda su estudio fotográfico Salón Cristal – Galería Fotográfica. Sin embargo, no siempre podía abrir su estudio a la hora estipulada ya que su trabajo dependía de la luz natural.
Durante la década de 1860 emplea el ambrotipo, técnica que aprende con los fotógrafos John Lacombe y Basilio Constantin. De ellos, aprendió también la técnica de la fotografía sobre papel conocida como colodión. En sus anuncios publicados en los periódicos como El Independiente menciona que ofrecía una mejora sustancial en sus retratos: "De hoy en adelante tendrán los retratos suavidad de tintas blancos perfectos, relieve, belleza de colorido. Las sombras van en degradación hasta perderse en los blancos de la imagen, formando un conjunto agradable y brillo sin exageración."

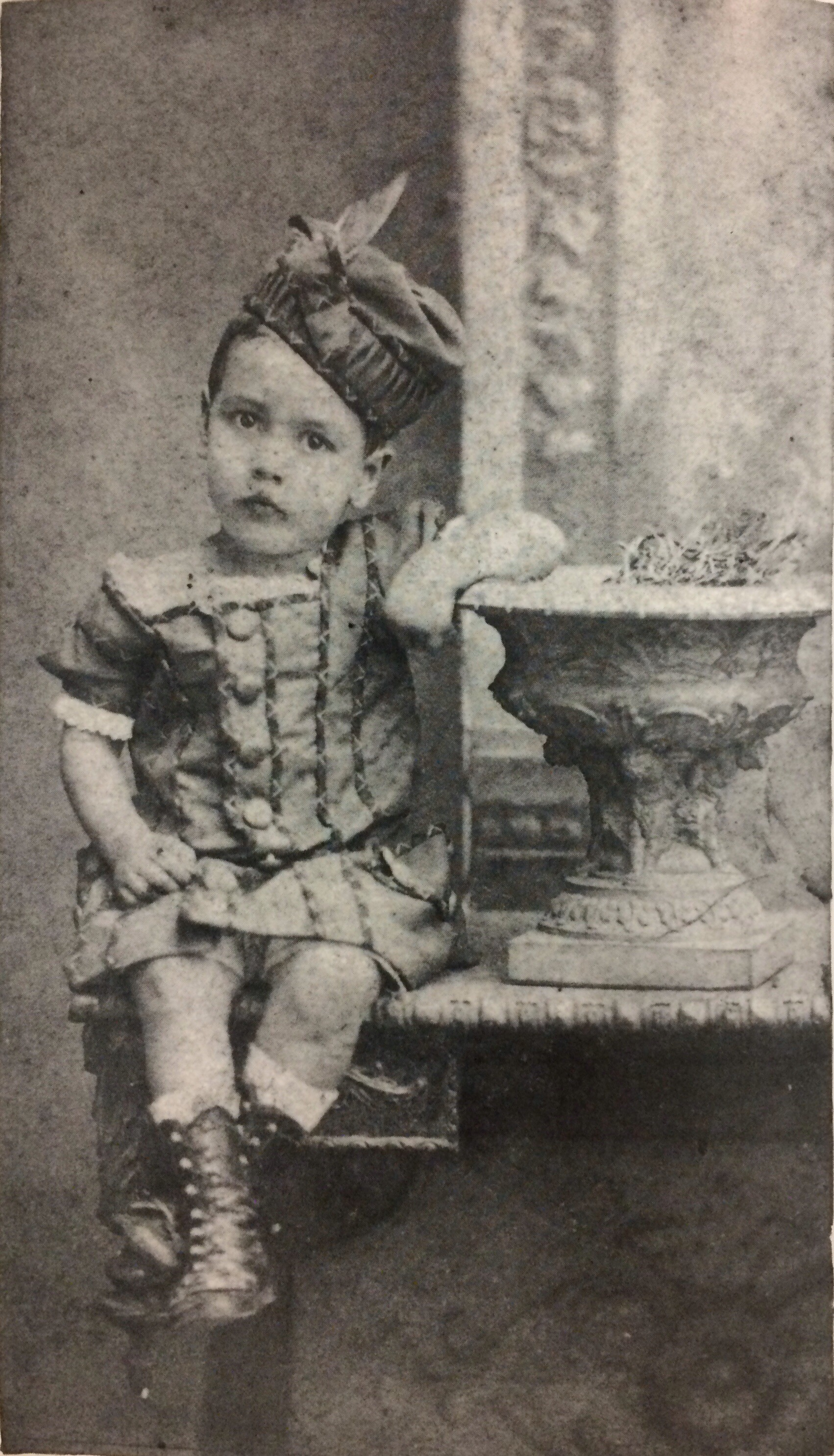
Próspero Rey. Niño sentado con brazo izquierdo sobre jarrón, ca.1866. Reproducida en Manuel Barroso Alfaro, Historia documentada de la fotografía en Venezuela, 1996.

En 1862 introduce en Venezuela la tarjeta de visita con una reducción en el tiempo de exposición, y para ello anuncia en el periódico caraqueño El Independiente, que ha recibido el barniz necesario para darles realce y belleza. Ese mismo año, Próspero Rey contrae matrimonio en Caracas con Hercilia Rodríguez.  

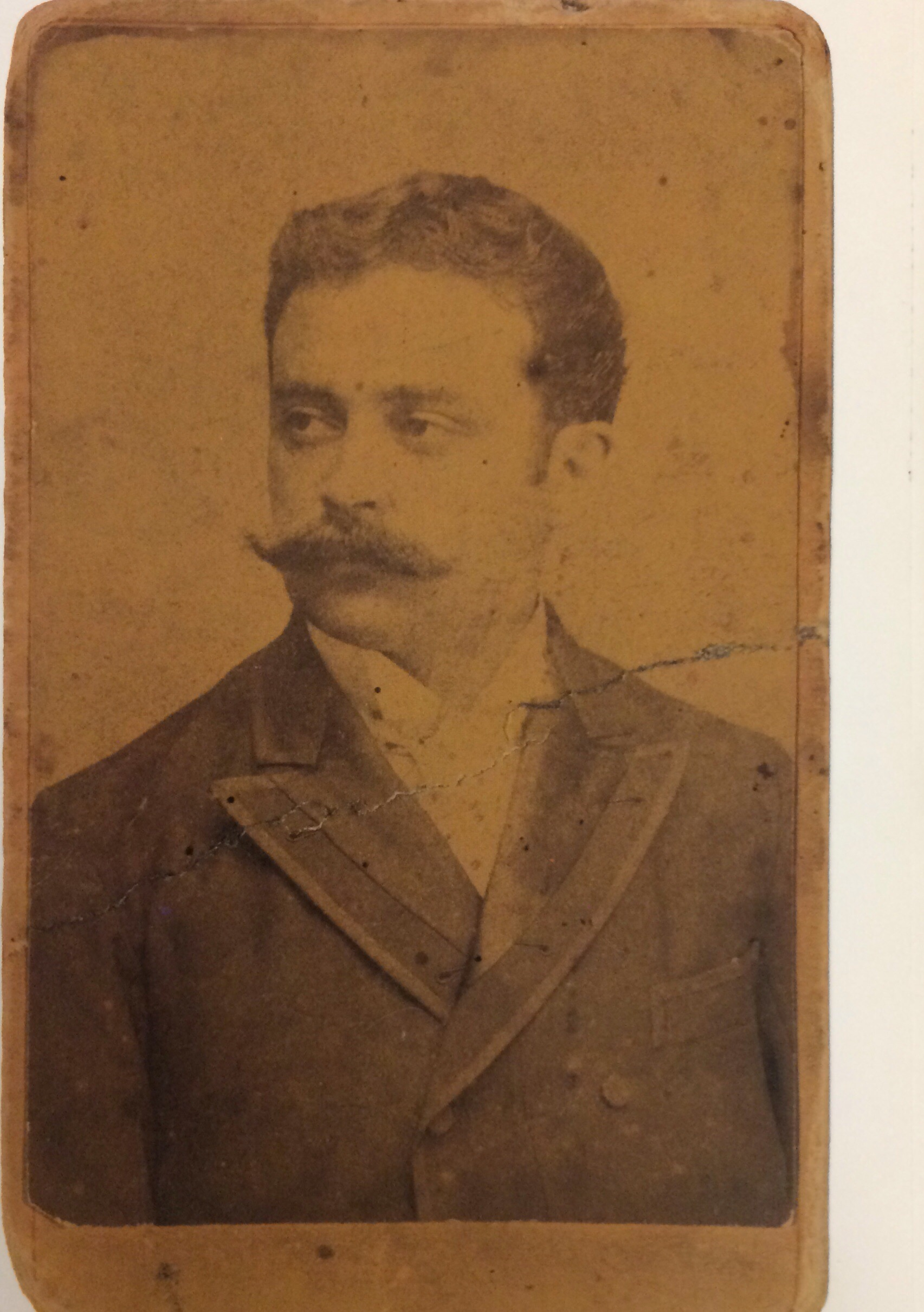
Próspero Rey, hijo. Fotografía de su propio estudio. Participó en 1895 en la gran exposición fotográfica de Atlanta, donde obtuvo medalla. Reproducida en Manuel Barroso Alfaro, Historia documentada de la fotografía en Venezuela, 1996.

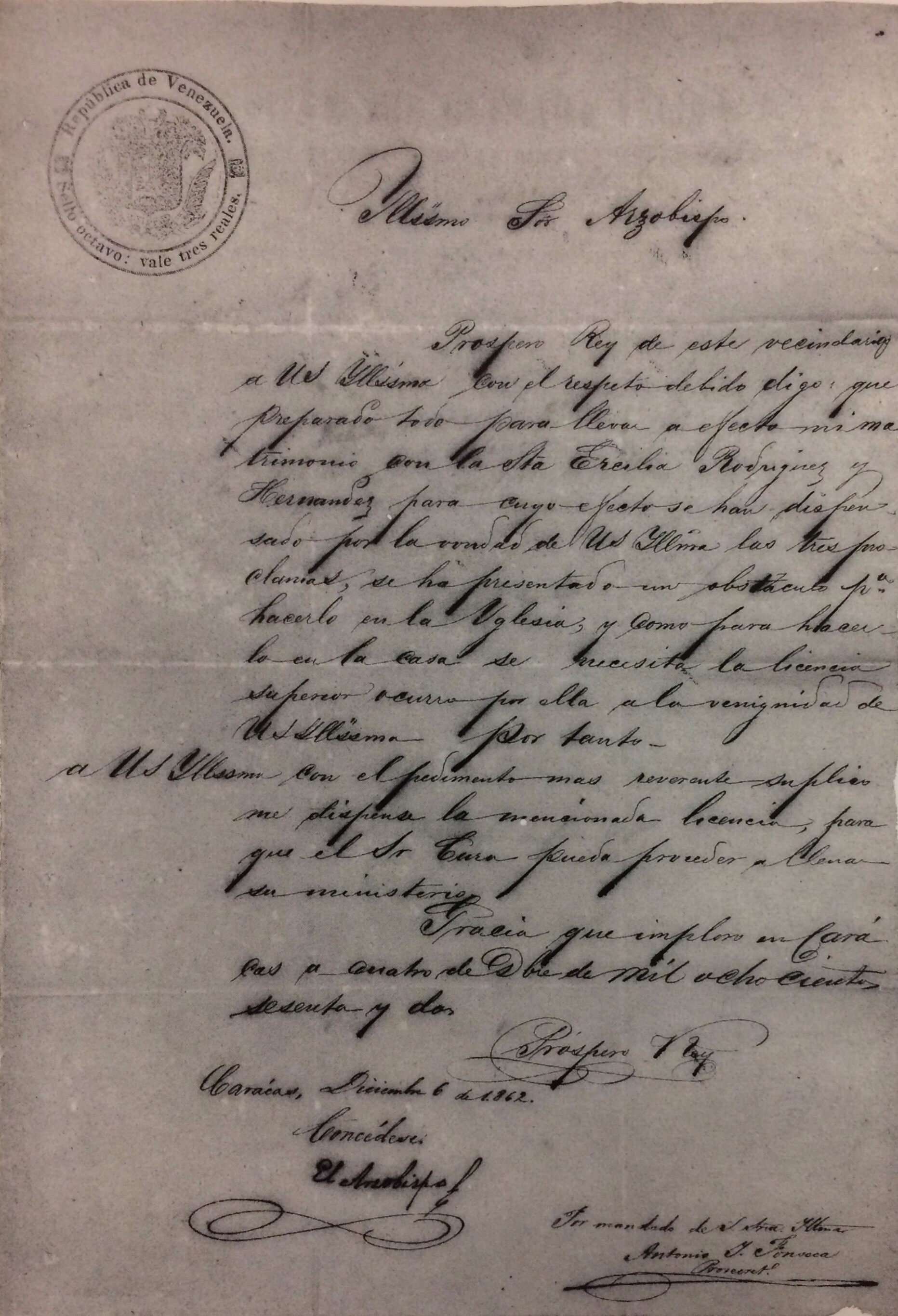
Documento escrito por Próspero Rey en el cual solicita al Arzobispo de Caracas, Guevara y Lira su permiso para poder casarse en casa de Hercilia Rodríguez. El Arzobispo concede el privilegio el 6 de diciembre de 1862.

En 1865 ofrecía Tarjetas de Gabinete, un formato de mayor tamaño, a 6 pesos y medio, y 4 pesos el duplicado. Dos retratos del Doctor Próspero Reverend, quien fue médico del Libertador en 1830, se les atribuyen a Próspero Rey por una dedicatoria escrita el 29 de marzo de 1874, en la que expresa su cariño a “los señores Rey”, lo que permite suponer que se trataba del estudio de Próspero Rey.

## Exposiciones, premios y descubrimientos
En 1872 Próspero Rey participó en la Primera Exposición Anual de Bellas Artes Venezolanas, organizada por el inglés James Mudie Spence, en el Café Ávila. Próspero Rey junto con José Antonio Salas, fueron los únicos fotógrafos participantes. En esta muestra Rey exhibió un retrato de Ramón Bolet Peraza y el de un grupo que alcanzó por primera vez el pico Naiguatá, firmada por todos los participantes en la excursión. El 29 de julio de ese mismo año, en el periódico La Opinión Nacional se publica una crítica sobre la exposición de Spence. Entre los artistas destacados se menciona a Próspero Rey, con sus fotografías dotadas de "una línea muy precisa, una nitidez y suave colorido en las imágenes".
En 1873 varios de sus retratos fueron incluidos en la muestra venezolana que participa en la Exposición Universal de Viena. 
En 1875 Próspero Rey descubre un tinte de cabello, que luego producirá en el país con gran éxito.  
En 1878 Próspero Rey se dirige por escrito al Ministro del Interior de Venezuela agradeciéndole por la medalla del Busto del Libertador con la que fue condecorado. 
En 1880 nace su hijo Próspero Rey Rodríguez en la parroquia San Juan, que al igual que su padre se dedicará a la fotografía. También tuvo una hija, Amalia Rey, la cual fallece a los 39 años en la parroquia San Juan en 1911.
En 1883 fue jurado en la sección de bellas artes, de la Exposición Nacional de Venezuela organizada para conmemorar el Primer Centenario del Natalicio del Libertador. En este evento presentó su línea de licores, ron y ginebra, en el que destacó su licor de fresas. También exhibe Dos Retratos Fotográficos.  
En 1890 se asocia con el fotógrafo Buil y juntos crean un estudio llamado Buil y Rey. Sus fotografías con tonalidades sepia, lo distinguen de otros estudios. 

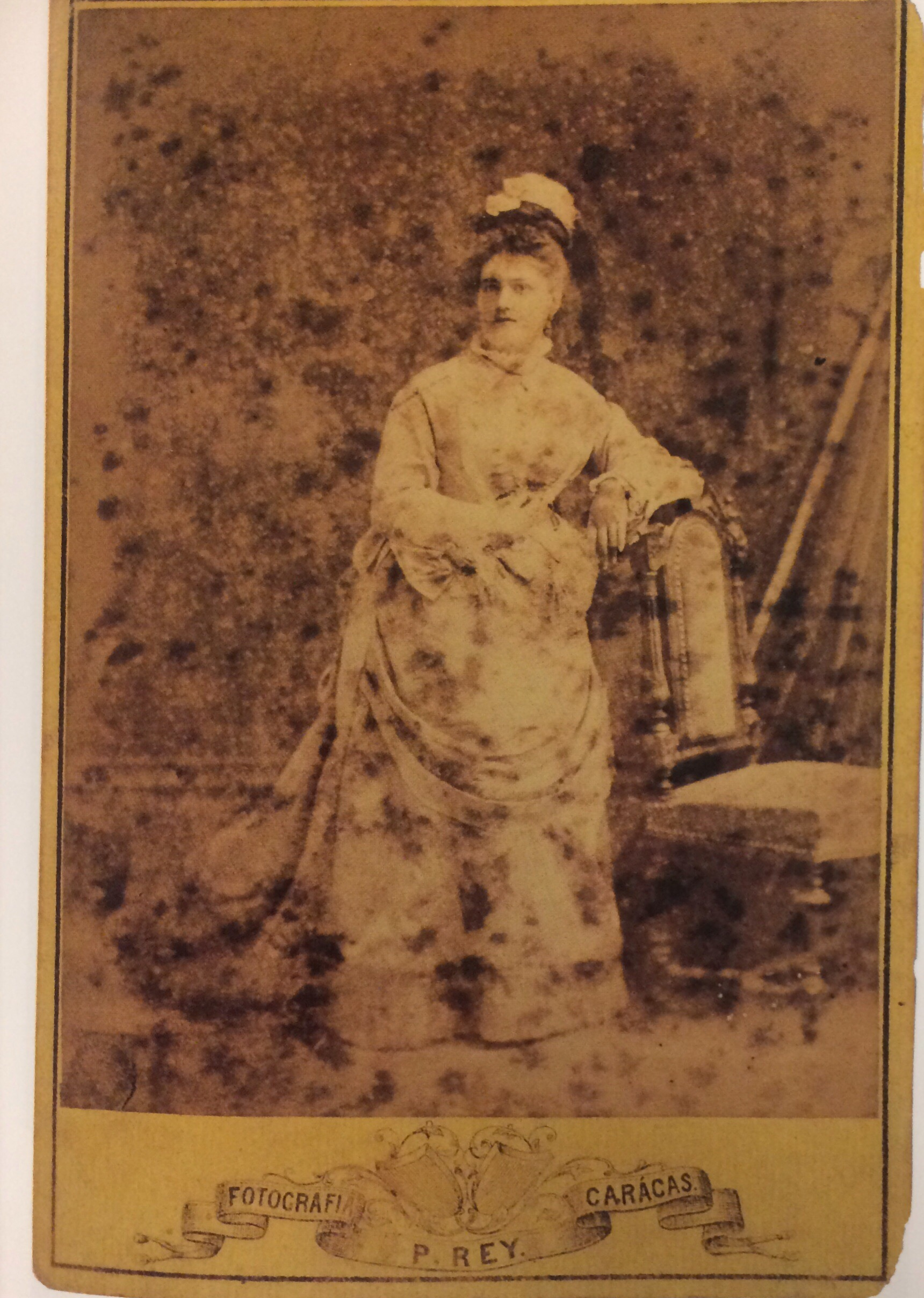
Próspero Rey, Retrato de Doña Belén Estévez Alcántara, esposa del Presidente de la República Francisco Linares Alcántara. Reproducida en Manuel Barroso Alfaro, Historia documentada de la fotografía en Venezuela,1996.

Su esposa, Hercilia Rodríguez de Rey, fallece en 1895. En 1904 fallece Próspero Rey a la edad de 66 o 70 años en la parroquia San Juan. 